# آیدا آوتیسیان (آهنگساز)
آیدا کُنستانتینی آوتیسیان (ارمنی: Աիդա Կոնստանտինի Ավետիսյան؛ انگلیسی: Aida Avetisyan زادهٔ ۷ آوریل ۱۹۳۲ - درگذشته ۲۰۱۷) آهنگساز اهل ارمنستان بود.

## زندگی‌نامه
وی در ۷ آوریل ۱۹۳۲ ‏در ایروان به دنیا آمد و از مدرسه موسیقی چایکوفسکی ایروان و کنسرواتوار دولتی کومیتاس ایروان فارغ‌التحصیل گشت. عضو اتحادیه آهنگسازان ارمنستان (۱۹۵۷) و مدرسه موسیقی چایکوفسکی ایروان همچنین برندهٔ جوایزی همچون نشان پیش‌کسوت کار (۱۹۸۸) و چهره هنری افتخاری جمهوری ارمنستان (۲۰۱۴) شده است. وی در ۲۰۱۷ در سن ۸۵ سالگی درگذشت.